# Leonhard Helten
Leonhard Helten (* 26. März 1958 in Grefrath) ist ein deutscher Kunsthistoriker und Hochschullehrer an der Martin-Luther-Universität Halle-Wittenberg in Halle. Er befasst sich insbesondere mit mittelalterlicher und spätmittelalterlicher Architektur in Ost- und Mitteleuropa.

## Leben
Leonhard Helten studierte ab 1981 Kunstgeschichte, Geschichte und Philosophie in Marburg, Leiden und Utrecht und wurde 1990 an der Philipps-Universität Marburg summa cum laude in Kunstgeschichte promoviert (Dissertation über Rutger van Kampen: Ein Parler in den Niederlanden. Die St. Nikolauskirche in Kampen und ihr Baumeister Rutger aus Köln). Als Post-Doktorand war er wissenschaftlicher Mitarbeiter an der Universität Trier (wo er an einer Ausstellung über die Liebfrauenkirche im Dom- und Diözesanmuseum mitwirkte) und ab 1995 Assistent an der Martin-Luther-Universität Halle-Wittenberg, an der er sich 2001 habilitierte (Habilitationsschrift: Topologie des Maßwerks in Deutschland 1227–1271) und Oberassistent wurde. Dort baute er den Studiengang Denkmalpflege auf und war 2006 Mitgründer des Internationalen Romanikzentrums in Merseburg (seit 2008 ein Institut der Universität Halle-Wittenberg). 2009 wurde er außerplanmäßiger Professor.
Er war an verschiedenen Ausstellungen in Sachsen-Anhalt maßgeblich beteiligt (wie über den Magdeburger Dom 1994 in dessen Kreuzgang, Naumburger Meister 2011, über Walter Gropius in Halle, über die Stadtkirche Unser Lieben Frauen in Wittenberg). Er gründete und organisierte internationale Paul-Frankl-Kolloquien an der Universität Halle-Wittenberg (benannt nach Paul Frankl).
Neben Architektur der Gotik und Romanik befasst er sich mit niederländischer Malerei des 16. und 17. Jahrhunderts und Städten und Residenzen in Mitteldeutschland (Forschungsprojekt Das ernestinische Wittenberg: Universität und Stadt (1486–1547)). 1998 bis 2001 war er an Grabungen im Zisterzienserkloster Sittichenbach beteiligt.
Er ist Mitglied der Kommission Kunstgeschichte Mitteldeutschlands der Sächsischen Akademie der Wissenschaften zu Leipzig und der Historischen Kommission für Sachsen-Anhalt. Außerdem ist er im wissenschaftlichen Beirat des „Zentrums für Mittelalterausstellungen“ der Kulturstiftung Kaiser Otto Magdeburg.

## Schriften
- Kathedralen für Bürger. Die St. Nikolauskirche in Kampen und der Wandel der architektonischen Leitbilder städtischer Repräsentation im 14. Jahrhundert. Amsterdam 1994.
- Mittelalterliches Maßwerk. Entstehung – Syntax – Topologie. Reimer, Berlin 2006.
- Leonhard Helten/Hans W. Hubert/Olaf Peters/Guido Siebert (Hg.): Kontinente der Kunstgeschichte. Der Kunsthistoriker Wilhelm Vöge (1868–1952), Halle (Saale): mdv, 2019.